# Calauag Watershed Reservation
Das Calauag Watershed Reservation liegt auf der Insel Luzon, Philippinen. Es wurde am 2. Januar 1939 auf einer Fläche von 328 Hektar in der Provinz Quezon auf den Gemeindegebieten von Calauag, Barangay Yaganak, und ist ein Initialbestandteil des NIPAS-Gesetzes 7586.
Das Naturschutzgebiet liegt ca. 242 km südöstlich von Manila, ca. 18 Kilometer nördlich des Gemeindezentrums von Calauag entfernt und es umfasst größere Regenwaldbestände in der Provinz Quezon. Das Naturschutzgebiet liegt in einem hügeligen Gebiet und umfasst ein Höhenprofil von 200 bis 400 Meter über dem Meeresspiegel. 
Das Naturschutzgebiet beherbergt ein weites Spektrum der Flora und Fauna der Philippinen. An wichtigen Tropenhölzern und seltenen Pflanzen finden sich die Rattanpalme (Calamus spp.), der Bambus (Bambusa spp.), der Narrabaum (Pterocarpus indicus), Mabolo, (auch Kamagong genannt; Diospyros blancoi, syn. Diospyros discolor), Marang (Litsea perrottetil), Tangile Shorea astylosa, Yakal (auch Red Lauan genannt; Shorea negrosensis), Apitong (Dipterocarpus grandiflorus) und Malugai (Pometia pinnata). 
Vorkommen des Gemeinen Flugdrachen (Draco volans), des Scopoli-Spechts (Dendrocopos maculatus), der Zwergsalangane (Collocalia troglodytes), des Weißgestreiften Eisvogels (Halcyon chloris collaris), des Tariktik-Hornvogels (Penelopides panini), der Grünflügeltaube (Chalcophaps indica), der philippinischen Kobra (Naja philippinensis), des philippinischen Netzpythons (Malayopython reticulatus), des Grays Warans (Varanus olivaceus) und des Bindenwarans (Varanus salvator) sind bekannt. 

## Quelle
- Investitionstudie des DENR in der Region Calabarzon (Seite nicht mehr abrufbar, festgestellt im Juni 2020. Suche in Webarchiven)
- Das Naturschutzgebiet auf der Seite des PAWB (Protected Areas and Wildlife Bureau)